# Go for Gold
«Go for Gold» es una canción interpretada por la banda británica de post-punk Girls at Our Best!, publicada a finales de mayo de 1981 por Happy Birthday Records como el tercer sencillo de la banda.

## Antecedentes
En 1979, James Alan (guitarra) y Gerald Swift (bajo) reclutaron a la estudiante de arte a Judy Evans (voz) y formaron The Butterflies. Ellos aceptaron una oferta de grabación a mitad de precio en un estudio de grabación en Cambridge, donde, con Chris Oldroyd (batería), grabaron dos canciones, «Warm Girls» y «Getting Nowhere Fast». Las cintas fueron aceptadas por Rough Trade Records, quienes en marzo de 1980, las distribuyeron como el sencillo debut de Girls at Our Best!—el nuevo nombre se tomó de una línea en «Warm Girls». El éxito de culto inmediato y las críticas favorables llevaron a Girls at Our Best! a desechar todos su repertorio de sus días como The Butterflies. Oldroyd abandonó la banda para unirse a Music for Pleasure, y fue reemplazado por Paul Simon. Ellos publicaron su segundo sencillo «Politics» en otoño de 1981, y alcanzaron el puesto #12 en lista de sencillos independientes del Reino Unido. En 1981, habiendo reclutado a Carl Harper de The Expelaires, la banda finalmente tocó su concierto debut en Nueva York, y tuvieron un tercer hit single en Happy Birthday Records, «Go For Gold». De acuerdo a Paula Adams, fundadora del sello discográfico, la canción es sobre la banda británica Adam and the Ants.

## Créditos y personal
Créditos adaptados desde las notas de sencillo.
Girls at Our Best!
- Judy Evans – voz principal
- James Alan – guitarra
- Gerard Swift – bajo eléctrico
- D. Carl Harper – batería

Personal técnico
- Laurence Diana – producción
- Bilbo Tape – masterización

## Posicionamiento
| Gráfica (1981)                             | Pico de posición |
| ------------------------------------------ | ---------------- |
| Reino Unido (UK Independent Singles Chart) | 4                |